# Grand Prix Formule 1 van Spanje 2016
De Grand Prix Formule 1 van Spanje 2016 werd gehouden op 15 mei 2016 op het Circuit de Barcelona-Catalunya en werd gewonnen door de Nederlandse coureur Max Verstappen. Het was de vijfde race van het kampioenschap en de eerste Formule 1-overwinning van een Nederlander ooit. Ook was deze Nederlandse winnaar de jongste winnaar ooit van een Grand Prix.

## Vrije trainingen

### Vooraf
Op 5 mei verving Red Bull hun coureur Daniil Kvjat door Max Verstappen. Kyat nam de plaats van Verstappen over bij het team Toro Rosso.

### Uitslagen
- Er wordt enkel de top-5 weergegeven.

| Vrije training 1 | Pos | No | Coureur          | Constructeur       | Tijd     |
| ---------------- | --- | -- | ---------------- | ------------------ | -------- |
| Vrije training 1 | 1   | 5  | Sebastian Vettel | Ferrari            | 1:23.951 |
| Vrije training 1 | 2   | 7  | Kimi Räikkönen   | Ferrari            | 1:24.089 |
| Vrije training 1 | 3   | 6  | Nico Rosberg     | Mercedes           | 1:24.454 |
| Vrije training 1 | 4   | 44 | Lewis Hamilton   | Mercedes           | 1:24.611 |
| Vrije training 1 | 5   | 3  | Daniel Ricciardo | Red Bull-TAG Heuer | 1:25.416 |
| Vrije training 2 | Pos | No | Coureur          | Constructeur       | Tijd     |
| Vrije training 2 | 1   | 6  | Nico Rosberg     | Mercedes           | 1:23.922 |
| Vrije training 2 | 2   | 7  | Kimi Räikkönen   | Ferrari            | 1:24.176 |
| Vrije training 2 | 3   | 44 | Lewis Hamilton   | Mercedes           | 1:24.641 |
| Vrije training 2 | 4   | 5  | Sebastian Vettel | Ferrari            | 1:25.017 |
| Vrije training 2 | 5   | 55 | Carlos Sainz jr. | Toro Rosso-Ferrari | 1:25.131 |
| Vrije training 3 | Pos | No | Coureur          | Constructeur       | Tijd     |
| Vrije training 3 | 1   | 6  | Nico Rosberg     | Mercedes           | 1:23.078 |
| Vrije training 3 | 2   | 44 | Lewis Hamilton   | Mercedes           | 1:23.204 |
| Vrije training 3 | 3   | 5  | Sebastian Vettel | Ferrari            | 1:23.225 |
| Vrije training 3 | 4   | 33 | Max Verstappen   | Red Bull-TAG Heuer | 1:23.719 |
| Vrije training 3 | 5   | 3  | Daniel Ricciardo | Red Bull-TAG Heuer | 1:23.816 |

Testcoureurs in vrije training 1:
 Esteban Ocon (Renault, P22)

## Kwalificatie

### Gekwalificeerden
Mercedes-coureur Lewis Hamilton behaalde zijn derde pole position van het seizoen door teamgenoot Nico Rosberg te verslaan. Daniel Ricciardo zette zijn Red Bull op de derde plaats, voor teamgenoot Max Verstappen, die zijn eerste kwalificatie voor het team reed. Het Ferrari-duo Kimi Räikkönen en Sebastian Vettel stelde teleur op de vijfde en zesde plaats, voor de Williams van Valtteri Bottas. Toro Rosso-coureur Carlos Sainz jr. en de Force India van Sergio Pérez kwalificeerden zich als achtste en negende, terwijl McLaren-coureur Fernando Alonso het beste kwalificatieresultaat voor zijn team haalde sinds de start van 2015 met een tiende plaats.

### Kwalificatie-uitslag
| Pos                 | No | Coureur           | Constructeur         | Q1       | Q2       | Q3       | Grid |
| ------------------- | -- | ----------------- | -------------------- | -------- | -------- | -------- | ---- |
| 1                   | 44 | Lewis Hamilton    | Mercedes             | 1:23.214 | 1:22.159 | 1:22.000 | 1    |
| 2                   | 6  | Nico Rosberg      | Mercedes             | 1:23.002 | 1:22.759 | 1:22.280 | 2    |
| 3                   | 3  | Daniel Ricciardo  | Red Bull-TAG Heuer   | 1:23.749 | 1:23.585 | 1:22.680 | 3    |
| 4                   | 33 | Max Verstappen    | Red Bull-TAG Heuer   | 1:23.578 | 1:23.178 | 1:23.087 | 4    |
| 5                   | 7  | Kimi Räikkönen    | Ferrari              | 1:23.796 | 1:23.504 | 1:23.113 | 5    |
| 6                   | 5  | Sebastian Vettel  | Ferrari              | 1:24.124 | 1:23.688 | 1:23.334 | 6    |
| 7                   | 77 | Valtteri Bottas   | Williams-Mercedes    | 1:24.251 | 1:24.023 | 1:23.522 | 7    |
| 8                   | 55 | Carlos Sainz jr.  | Toro Rosso-Ferrari   | 1:24.496 | 1:24.077 | 1:23.643 | 8    |
| 9                   | 11 | Sergio Pérez      | Force India-Mercedes | 1:24.698 | 1:24.003 | 1:23.782 | 9    |
| 10                  | 14 | Fernando Alonso   | McLaren-Honda        | 1:24.578 | 1:24.192 | 1:23.981 | 10   |
| 11                  | 27 | Nico Hülkenberg   | Force India-Mercedes | 1:24.463 | 1:24.203 |          | 11   |
| 12                  | 22 | Jenson Button     | McLaren-Honda        | 1:24.583 | 1:24.348 |          | 12   |
| 13                  | 26 | Daniil Kvjat      | Toro Rosso-Ferrari   | 1:24.696 | 1:24.445 |          | 13   |
| 14                  | 8  | Romain Grosjean   | Haas-Ferrari         | 1:24.716 | 1:24.480 |          | 14   |
| 15                  | 20 | Kevin Magnussen   | Renault              | 1:24.669 | 1:24.625 |          | 15   |
| 16                  | 21 | Esteban Gutiérrez | Haas-Ferrari         | 1:24.406 | 1:24.778 |          | 16   |
| 17                  | 30 | Jolyon Palmer     | Renault              | 1:24.903 |          |          | 17   |
| 18                  | 19 | Felipe Massa      | Williams-Mercedes    | 1:24.941 |          |          | 18   |
| 19                  | 9  | Marcus Ericsson   | Sauber-Ferrari       | 1:25.202 |          |          | 19   |
| 20                  | 12 | Felipe Nasr       | Sauber-Ferrari       | 1:25.579 |          |          | 20   |
| 21                  | 94 | Pascal Wehrlein   | MRT-Mercedes         | 1:25.745 |          |          | 21   |
| 22                  | 88 | Rio Haryanto      | MRT-Mercedes         | 1:25.939 |          |          | 22   |
| 107% tijd: 1:28.812 |    |                   |                      |          |          |          |      |

## Wedstrijd

### Verslag
In de eerste ronde kwamen de Mercedes-coureurs Nico Rosberg en Lewis Hamilton met elkaar in aanraking, wat voor beiden het eind van de race betekende. Daniel Ricciardo nam hierdoor de leiding over, maar door een andere bandenstrategie viel hij later in de race terug. Uiteindelijk wist zijn teamgenoot Max Verstappen in zijn debuut voor Red Bull de wedstrijd te winnen. Met deze eerste Grand Prix-overwinning in zijn carrière werd hij de eerste Nederlander en de jongste coureur ooit (18 jaar en 228 dagen) die de race leidde, het podium behaalde en een Formule 1-race won. Kimi Räikkönen reed ruim twintig ronden op minder dan een seconde afstand van Verstappen, maar kon hem uiteindelijk niet passeren, waardoor hij tweede werd. Zijn teamgenoot Sebastian Vettel werd derde na een lang gevecht met Ricciardo, die echter één ronde voor het eind van de race een lekke band kreeg. Desondanks wist hij nipt Valtteri Bottas achter zich te houden in de strijd om de vierde plaats. Carlos Sainz jr. reed na de chaos in de eerste ronde korte tijd op een derde positie, maar finishte de race uiteindelijk als zesde. Sergio Pérez werd zevende, voor de Williams van Felipe Massa, die een slechte kwalificatie om wist te zetten in een goede race. De laatste punten gingen naar de McLaren van Jenson Button en de Toro Rosso van Daniil Kvjat.
Na afloop van de race kreeg Renault-coureur Kevin Magnussen tien seconden tijdstraf vanwege een botsing met teamgenoot Jolyon Palmer in de laatste ronde. Hij zakte hierdoor terug van de veertiende naar de vijftiende plaats.

### Race-uitslag
| Pos. | No. | Coureur           | Constructeur         | Rondes | Tijd/Oorzaak uitval | Grid | Punten |
| ---- | --- | ----------------- | -------------------- | ------ | ------------------- | ---- | ------ |
| 1    | 33  | Max Verstappen    | Red Bull-TAG Heuer   | 66     | 1:41:40.017         | 4    | 25     |
| 2    | 7   | Kimi Räikkönen    | Ferrari              | 66     | +0.616              | 5    | 18     |
| 3    | 5   | Sebastian Vettel  | Ferrari              | 66     | +5.581              | 6    | 15     |
| 4    | 3   | Daniel Ricciardo  | Red Bull-TAG Heuer   | 66     | +43.950             | 3    | 12     |
| 5    | 77  | Valtteri Bottas   | Williams-Mercedes    | 66     | +45.271             | 7    | 10     |
| 6    | 55  | Carlos Sainz jr.  | Toro Rosso-Ferrari   | 66     | +1:01.395           | 8    | 8      |
| 7    | 11  | Sergio Pérez      | Force India-Mercedes | 66     | +1:19.538           | 9    | 6      |
| 8    | 19  | Felipe Massa      | Williams-Mercedes    | 66     | +1:20.707           | 18   | 4      |
| 9    | 22  | Jenson Button     | McLaren-Honda        | 65     | +1 ronde            | 12   | 2      |
| 10   | 26  | Daniil Kvjat      | Toro Rosso-Ferrari   | 65     | +1 ronde            | 13   | 1      |
| 11   | 21  | Esteban Gutiérrez | Haas-Ferrari         | 65     | +1 ronde            | 16   |        |
| 12   | 9   | Marcus Ericsson   | Sauber-Ferrari       | 65     | +1 ronde            | 19   |        |
| 13   | 30  | Jolyon Palmer     | Renault              | 65     | +1 ronde            | 17   |        |
| 14   | 12  | Felipe Nasr       | Sauber-Ferrari       | 65     | +1 ronde            | 15   |        |
| 15   | 20  | Kevin Magnussen   | Renault              | 65     | +1 ronde            | 20   |        |
| 16   | 94  | Pascal Wehrlein   | MRT-Mercedes         | 65     | +1 ronde            | 21   |        |
| 17   | 88  | Rio Haryanto      | MRT-Mercedes         | 65     | +1 ronde            | 22   |        |
| DNF  | 8   | Romain Grosjean   | Haas-Ferrari         | 56     | Motor               | 14   |        |
| DNF  | 14  | Fernando Alonso   | McLaren-Honda        | 45     | Motor               | 10   |        |
| DNF  | 27  | Nico Hülkenberg   | Force India-Mercedes | 20     | Motor               | 11   |        |
| DNF  | 44  | Lewis Hamilton    | Mercedes             | 0      | Ongeluk             | 1    |        |
| DNF  | 6   | Nico Rosberg      | Mercedes             | 0      | Ongeluk             | 2    |        |

## Tussenstanden wereldkampioenschap
Betreft tussenstanden voor het wereldkampioenschap na afloop van de race.

### Coureurs
| Positie | No. | Rijder           | Team               | Punten |
| ------- | --- | ---------------- | ------------------ | ------ |
| 01      | 6   | Nico Rosberg     | Mercedes           | 100    |
| 02      | 7   | Kimi Räikkönen   | Ferrari            | 61     |
| 03      | 44  | Lewis Hamilton   | Mercedes           | 57     |
| 04      | 5   | Sebastian Vettel | Ferrari            | 48     |
| 05      | 3   | Daniel Ricciardo | Red Bull-TAG Heuer | 48     |
| 06      | 33  | Max Verstappen   | Red Bull-TAG Heuer | 38     |
| 07      | 19  | Felipe Massa     | Williams-Mercedes  | 36     |
| 08      | 77  | Valtteri Bottas  | Williams-Mercedes  | 29     |
| 09      | 26  | Daniil Kvjat     | Toro Rosso-Ferrari | 22     |
| 10      | 8   | Romain Grosjean  | Haas-Ferrari       | 22     |

### Constructeurs
| Positie | Team                 | Punten |
| ------- | -------------------- | ------ |
| 01      | Mercedes             | 157    |
| 02      | Ferrari              | 109    |
| 03      | Red Bull-TAG Heuer   | 94     |
| 04      | Williams-Mercedes    | 65     |
| 05      | Toro Rosso-Ferrari   | 26     |
| 06      | Haas-Ferrari         | 22     |
| 07      | Force India-Mercedes | 14     |
| 08      | McLaren-Honda        | 12     |
| 09      | Renault              | 6      |